# Sahana Udupa
Sahana Udupa é antropóloga de mídia e professora na Universidade Luís Maximiliano de Munique, na Alemanha, com foco em pesquisas sobre culturas globais digitais, moderação de conteúdo assistida por IA, discurso extremo online e política de mídia digital. Ela faz parte de vários conselhos editoriais e consultivos e participa regularmente de debates populares na mídia e em debates políticos sobre abuso e desinformação online.

## Carreira
Sahana Udupa recebeu seu Ph.D. pelo Instituto Nacional de Estudos Avançados em Bangalore e foi pesquisadora visitante de doutorado no Center for Global Communication Studies da Annenberg School for Communication. Foi pesquisadora no Max Planck Institute for the Study of Religious and Ethnic Diversity de 2011 a 2016, e, em seguida, ingressou na  Escola de Políticas Públicas da Universidade da Europa Central como Professora Associada de Jornalismo e Estudos de Media. Atualmente, ela coordena dois projetos de pesquisa financiados pelo Conselho Europeu de Pesquisa, ONLINERPOL: ForDigitalDignity e AI4Dignity no Instituto de Antropologia Social e Cultural da LMU Munique e é membro do conselho consultivo da iniciativa do Conselho de Pesquisa em Ciências Sociais sobre pesquisa de desinformação digital. Udupa foi recentemente nomeada Joan Shorenstein Fellow na Universidade de Harvard.

## Prêmios
- Prêmio Franqui Chair 2022 pela Fundação Franqui (Bélgica)[12][13]

## Publicações (seleção)

### Livros e volumes editados
- Udupa, S., Dattatreyan E. G. (2023). Digital Unsettling: Decoloniality and Dispossession in the Age of Social Media. New York University Press.
- Udupa, S., Gagliardone, I. and Hervik, P. (2021). Digital Hate: The Global Conjuncture of Extreme Speech. Indiana University Press.
- Udupa, S. and McDowell, S. (2017). Media as Politics in South Asia. London and New York: Routledge, Taylor & Francis Group.
- Udupa, S. (2015). Making News in Global India: Media, Publics, Politics. Cambridge: Cambridge University Press.

### Artigos
- Udupa, S., Maronikolakis, A. and Wisiorek, A. (2023) "Ethical scaling for content moderation: Extreme speech and the (in)significance of artificial intelligence." Big Data & Society, 10(1), pp. 1-15.
- Udupa, S., Venkatraman, S. and Khan, A. (2020). "Millennial India: Global Digital Politics in Context." Television & New Media, 21(4), pp. 343–359
- Udupa, S., Gagliardone, I., Deem, A. and Csuka, L. (2020). "Hate Speech, Information Disorder, and Conflict." Social Science Research Council.
- Udupa, S. (2019). "Nationalism in the Digital Age: Fun as a Metapractice of Extreme Speech." International Journal of Communication, 13, pp. 3143–3163.
- Udupa, S. (2018). "Gaali cultures: The politics of abusive exchange on social media." New Media & Society, 20(4), pp. 1506–1522.
- Udupa, S. (2018). "Enterprise Hindutva and social media in urban India." Contemporary South Asia, 26(4), pp. 453–467

### Entrevistas
- Parreiras, C. e Udupa, S. (2024). Inquietar e decolonizar o digital. Uma entrevista com Sahana Udupa.[14]

- Pentney, K. and Udupa, S. (2021). Episode 5: Moderating Global Voices.[15]
- Grover, N. and Udupa, S. (2021). Q&A: Why cultural nuance matters in the fight against online extreme speech.[16]
- Reuter, L. and Udupa, S. (2020). At the heart of data driven digital capitalism: Interview with Sahana Udupa from LMU Munich about extreme speech cultures online.[17]
- Gödde, M. and Udupa, S. (2020). Extreme Speech on Social Media: Defending Dignity in a Digital World.[18]
- Scherf, M. and Udupa, S. (2018). "Mein Job ist es, die dunkle Seite zu beleuchten".[19]